# Saint-Offenge
Saint-Offenge község Franciaország Auvergne-Rhône-Alpes régiójában, Savoie megyében. Új községként 2015. január 1-jén jött létre Saint-Offenge-Dessus és Saint-Offenge-Dessous község egyesítésével. A korábbi községek egyesülésekor az új község lélekszáma 980 fő lett. Lakosainak száma 1163 fő (2022. január 1.).

## Népesség
| Lakosok száma | 966  | 1043 | 1104 | 1120 | 1145 | 1151 | 1157 | 1163 |
|               | 2013 | 2015 | 2017 | 2018 | 2019 | 2020 | 2021 | 2022 |